# 安吉
安 吉（アン・ギル、안길、1907年2月24日 - 1947年12月13日）は日本統治時代の朝鮮の社会主義者、独立運動家及び朝鮮民主主義人民共和国の軍人。別名は安尚吉。

## 経歴
1907年、咸鏡北道慶源郡の貧しい農家に生まれる。幼い頃に吉林省琿春県敬信郷に移住。龍井の大成中学校を中退。中等教育程度の知識を持った牧師であったが、地下工作をしていた李鳳洙に引き立てられ、抗日武装闘争に参加。
1927年、朝鮮共産党満州総局に入党。
1932年、中国共産党に入党。
1933年、金溝区委員会書記。琿春県の遊撃隊に入隊。
1939年、抗日パルチザンの東北抗日聯軍第1路軍第3方面軍第14団政治委員。1940年10月、第1路軍第3方面軍参謀長。同年11月末に東寧県からソ連に移動。1941年2月、南野営へ行き、同年3月に会議が開かれ、その会議の決定に基づき第1路軍の越境部隊を第1支隊とし、安吉が参謀長に任じられた。
1942年、第88旅団第1大隊政治委員。1944年2月から第3大隊政治委員。
第二次世界大戦終戦後は、ソ連軍船のプガチョフ号に乗り、9月19日に元山に上陸。その後は朝鮮共産党咸鏡北道部責任秘書を務めた。
1946年7月、平壌学院院長。同年8月、朝鮮労働党中央委員に選出。同年9月、保安幹部訓練大隊参謀長。
1947年12月13日に40歳で病死。1968年に安吉の記念像が建てられる。

## 人物
許真によると、ソ連指示下の偵察小組事業において誰よりも優秀な成績を残した
兪成哲によると、牧師らしい温厚な性格で、親和力があり、人が嫌がる仕事も厭わない庶民的な行動をとり、金日成も安吉には気を遣って付き合った。